# Бугаївка (Роменський район)
Буга́ївка —  село в Україні, у Роменському районі Сумської області. Населення становить 40 осіб. Входить до складу Липоводолинської селищної громади.
Після ліквідації Липоводолинського району 19 липня 2020 року село увійшло до Роменського району.

## Географія
Село Бугаївка розташоване на одному із витоків річки Артополот. На відстані 1 км розташовані села Іванівка та Холодник.

## Історія
Село постраждало внаслідок геноциду українського народу, проведеного урядом СРСР 1923-1933 та 1946-1947 роках.
До 2019 року орган місцевого самоврядування — Яганівська сільська рада.